# Liste der Nummer-eins-Country-Alben in den USA (1970)
Dies ist eine Liste der Nummer-eins-Alben in den von Billboard ermittelten Verkaufscharts für Country-Alben in den USA im Jahr 1970. In diesem Jahr gab es zehn Nummer-eins-Alben.

| ← 1969 ← | Liste der Nummer-eins-Country-Alben in den USA | Liste der Nummer-eins-Country-Alben in den USA  | Liste der Nummer-eins-Country-Alben in den USA | 1971 →                    |
| \| Zeitraum \| Wo. ges. \| Interpret \| Titel \| Zusätzliche Informationen \| \| (Zeitraum, Wochen auf Platz eins, Interpret, Titel, zusätzliche Informationen) \| \| \| \| \| \| ------------------------------------------------------------------------------ \| -------- \| ----------------------------------------------- \| ----------------------------- \| ------------------------- \| \| 27. Dezember 1969 – 20. März 1970 12 Wochen (insgesamt 13) \| 13 \| Charley Pride \| The Best of Charley Pride[1] \| - \| \| 21. März 1970 – 27. März 1970 1 Woche (insgesamt 1) \| 1 \| Merle Haggard & the Strangers \| Okie from Muskogee[2] \| - \| \| 28. März 1970 – 24. April 1970 4 Wochen (insgesamt 4) \| 4 \| Johnny Cash \| Hello, I'm Johnny Cash[3] \| - \| \| 25. April 1970 – 8. Mai 1970 2 Wochen (insgesamt 2) \| 2 \| Charley Pride \| Just Plain Charley[4] \| - \| \| 9. Mai 1970 – 5. Juni 1970 4 Wochen (insgesamt 5) \| 5 \| Merle Haggard & the Strangers \| Okie from Muskogee \| - \| \| 6. Juni 1970 – 24. Juli 1970 7 Wochen (insgesamt 9) \| 9 \| Charley Pride \| Just Plain Charley \| - \| \| 25. Juli 1970 – 7. August 1970 2 Wochen (insgesamt 2) \| 2 \| Tammy Wynette \| Tammy's Touch[5] \| - \| \| 8. August 1970 – 2. Oktober 1970 8 Wochen (insgesamt 8) \| 8 \| Charley Pride \| Charley Pride's 10th Album[6] \| - \| \| 3. Oktober 1970 – 9. Oktober 1970 1 Woche (insgesamt 1) \| 1 \| Conway Twitty \| Hello Darlin'[7] \| - \| \| 10. Oktober 1970 – 27. November 1970 7 Wochen (insgesamt 7) \| 7 \| Merle Haggard & the Strangers with Bonnie Owens \| The Fightin' Side of Me[8] \| - \| \| 28. November 1970 – 18. Dezember 1970 3 Wochen (insgesamt 3) \| 3 \| Ray Price \| For the Good Times[9] \| - \| \| 19. Dezember 1970 – 25. Dezember 1970 1 Woche (insgesamt 1) \| 1 \| Johnny Cash \| The Johnny Cash Show[10] \| - \| |                                                |                                                 |                                                |                           |
| ← 1969 |                                                |                                                 |                                                | → 1971 →                  |
| Zeitraum | Wo. ges.                                       | Interpret                                       | Titel                                          | Zusätzliche Informationen |
| (Zeitraum, Wochen auf Platz eins, Interpret, Titel, zusätzliche Informationen) |                                                |                                                 |                                                |                           |
| 27. Dezember 1969 – 20. März 1970 12 Wochen (insgesamt 13) | 13                                             | Charley Pride                                   | The Best of Charley Pride                      | -                         |
| 21. März 1970 – 27. März 1970 1 Woche (insgesamt 1) | 1                                              | Merle Haggard & the Strangers                   | Okie from Muskogee                             | -                         |
| 28. März 1970 – 24. April 1970 4 Wochen (insgesamt 4) | 4                                              | Johnny Cash                                     | Hello, I'm Johnny Cash                         | -                         |
| 25. April 1970 – 8. Mai 1970 2 Wochen (insgesamt 2) | 2                                              | Charley Pride                                   | Just Plain Charley                             | -                         |
| 9. Mai 1970 – 5. Juni 1970 4 Wochen (insgesamt 5) | 5                                              | Merle Haggard & the Strangers                   | Okie from Muskogee                             | -                         |
| 6. Juni 1970 – 24. Juli 1970 7 Wochen (insgesamt 9) | 9                                              | Charley Pride                                   | Just Plain Charley                             | -                         |
| 25. Juli 1970 – 7. August 1970 2 Wochen (insgesamt 2) | 2                                              | Tammy Wynette                                   | Tammy's Touch                                  | -                         |
| 8. August 1970 – 2. Oktober 1970 8 Wochen (insgesamt 8) | 8                                              | Charley Pride                                   | Charley Pride's 10th Album                     | -                         |
| 3. Oktober 1970 – 9. Oktober 1970 1 Woche (insgesamt 1) | 1                                              | Conway Twitty                                   | Hello Darlin'                                  | -                         |
| 10. Oktober 1970 – 27. November 1970 7 Wochen (insgesamt 7) | 7                                              | Merle Haggard & the Strangers with Bonnie Owens | The Fightin' Side of Me                        | -                         |
| 28. November 1970 – 18. Dezember 1970 3 Wochen (insgesamt 3) | 3                                              | Ray Price                                       | For the Good Times                             | -                         |
| 19. Dezember 1970 – 25. Dezember 1970 1 Woche (insgesamt 1) | 1                                              | Johnny Cash                                     | The Johnny Cash Show                           | -                         |